# GeoServer
GeoServer è un server open source scritto in Java che permette agli utenti di condividere, elaborare e modificare dati geospaziali. Progettato per l'interoperabilità, pubblica dati da qualsiasi fonte di dati spaziali che usa standard aperti.
GeoServer si è evoluto per diventare un metodo facile di connettere l'informazione esistente su globi virtuali come Google Earth, NASA World Wind ed anche mappe via web come OpenLayers, Google Maps e Bing Maps.
Le funzioni GeoServer come implementazione  dello standard Open Geospatial Consortium Web Feature Service e anche implementare le specifiche per il Web Map Service, Web Coverage Service e Web Processing Service.

## Uso
- MassGIS (Massachusetts state GIS)
- TriMet  (Transit agency for Portland, Oregon)
- Ordnance Survey (National Mapping Agency of the UK)
- Institut géographique national (National Mapping Agency of France)
- GBIF (Global Biodiversity Information Facility)
- World Bank
- Global Earthquake Model
- GMOS (Global Mercury Observation System)
- FAO (Food and Agriculture Organization of the United Nations)
- New York City Department of Information Technology and Telecommunications
- TeamSurv, su teamsurv.eu. URL consultato il 25 luglio 2015 (archiviato dall'url originale il 29 dicembre 2020).